# 錫穆納

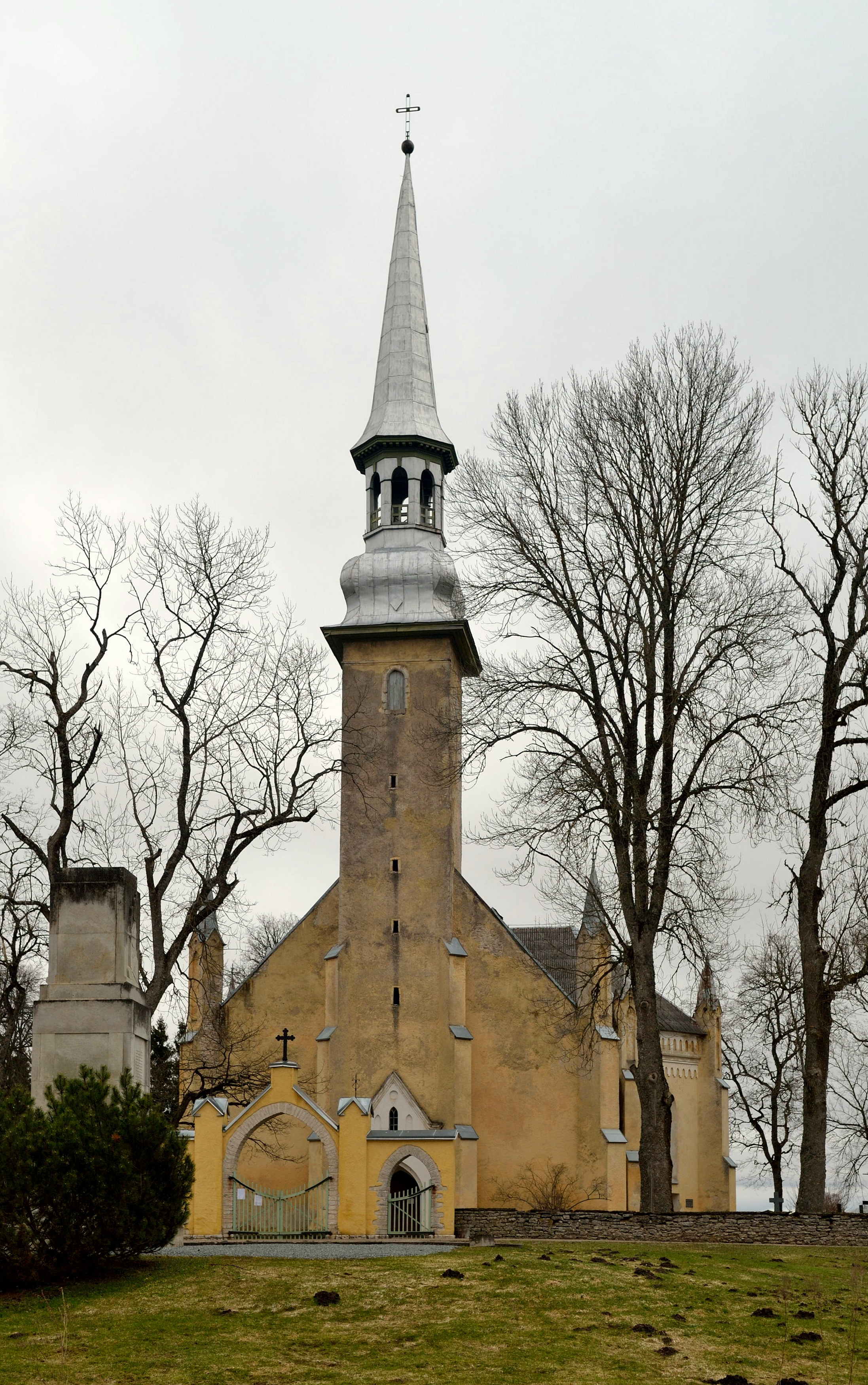
锡穆纳教堂

錫穆納是愛沙尼亞西維魯縣小馬爾亞市鎮内的小鎮，位於該國東北部，2011年人口454。該小鎮是天文學家瓦西里·雅可夫列維奇·斯特魯維的其中一個觀測點。

## 外部連結
- Avanduse Manor （页面存档备份，存于） at Estonian Manors Portal